# حلتيت

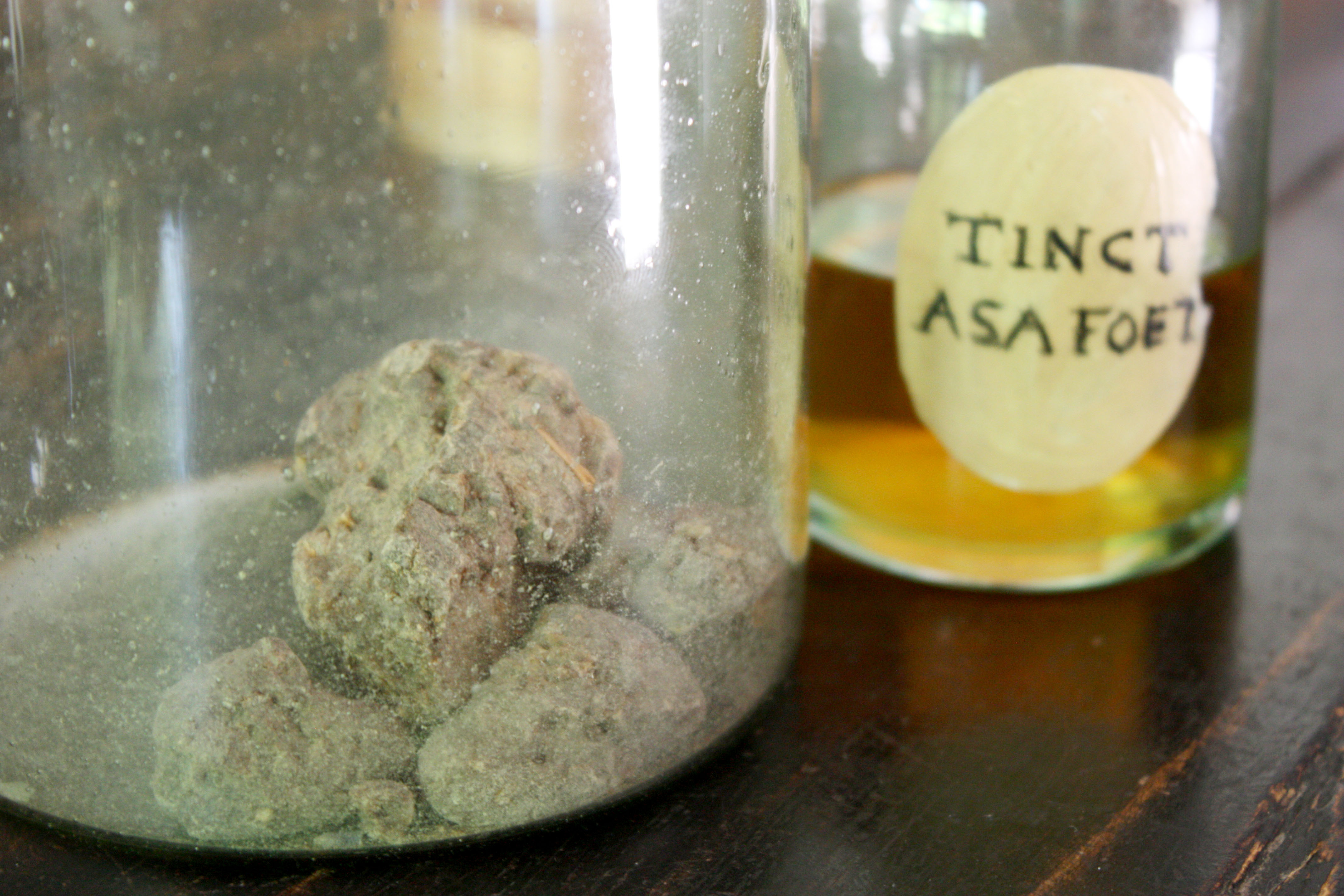
الحِلْتِيت

الحِلْتِيت أو الحِلّيت أو الوُشَّق (من اللغة الفارسية: وُشَّقْ، من وُشَهْ) أو الأُشَّق (من اللغة الفارسية: أُشَّقْ، من أُشَهْ) أو عِلْك الكَلَخ أو صَمْغ الأَنْجُدَان (بالإنجليزية: Asafoetida)‏ هو صمغ نبات الكلخ المنتن سيئ الطعم، مر المذاق، رائحته كريهة جدًا حيث لا يمكن وضعه إلّا داخل علبة محكمة، أحسنه الرائق المائل للإحمـرار الذي إذا حل في الماء ذاب سريعا وجعله كالبن. وقيل أجود ما يكون منه ما كان إلى الحمرة ما هو صافياً شبيهاً بالمر قوي الرائحة، وإذا أُضيف كان لونه إلى البياض، وهو عبارة عن خليط متجانس يشبه مكوناته مكونات المر إلّا أنه يحتوي على كبريت وفائدته أنه طارد للبلغم مضاد للمغص ولكن يجب استخدامه بكميات قليلة جدا وعدم الاستمرار في استخدامه. هذا الصمغ عرف منذ القدم وكانوا يجعلونه في البخور لطرد الجن والشياطين. يستعمل الحلتيت بشكل رئيسي لعلاج التشنجات بأنواعها، كما يستعمل لعلاج الالتهاب المزمن للقصبات الهوائية ومجاري التنفس. ويفيد الحلتيت في علاج الهستيريا والمغص وآلام الأمعاء وفي علاج السعال الديكي (سعال ديكي). كما تفيد هذه العشبة في طرد الغازات المتجمعة في المعدة والأمعاء، وتفيد كدواء معرّق (يساعد على إفراز العرق من الجسم).